# 圣戈代里克
圣戈代里克（法語：Saint-Gaudéric，法語發音：[sɛ̃ ɡodeʁik] ⓘ）是法国奥德省的一个市镇，属于卡尔卡松区。

## 地理
圣戈代里克（43°7'44"N, 1°56'48"E）面积11.13 平方千米，位于法国奧克西塔尼大區奥德省，该省份为法国南部沿海省份，北起塔恩省，西北接上加龙省，西接阿列日省，南至东比利牛斯省，东临地中海，东北与埃罗省接壤。
与圣戈代里克接壤的市镇（或旧市镇、城区）包括：马勒古德、圣富瓦、埃斯克扬斯和圣瑞斯特德贝朗加尔、乌努、奥尔桑、普拉维拉、圣于连德布里奥拉、塞尼亚朗斯。

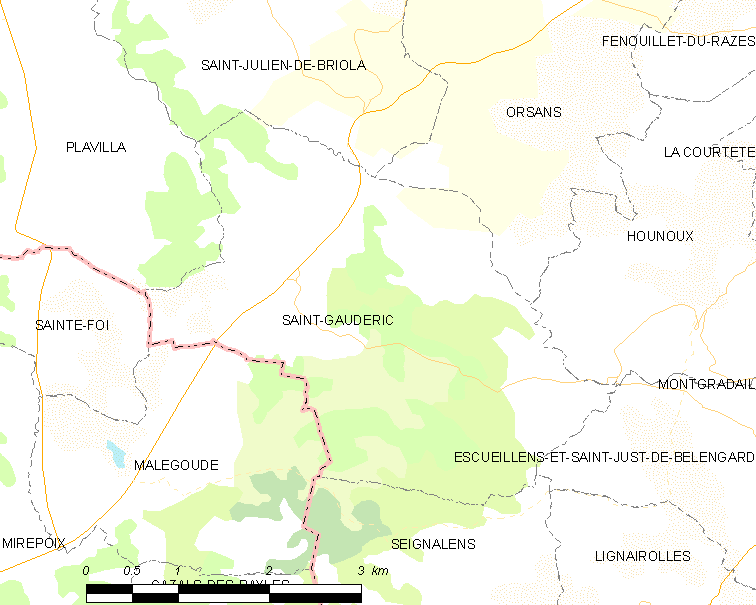
圣戈代里克的OSM定位图

圣戈代里克的时区为UTC+01:00、UTC+02:00（夏令时）。

## 行政
圣戈代里克的邮政编码为11270，INSEE市镇编码为11343。

## 政治
圣戈代里克所属的省级选区为拉皮耶日欧拉泽斯县。

## 人口

1962-2008年间圣戈代里克人口变化图示

圣戈代里克于2022年1月1日时的人口数量为108人。